# Чарівник Смарагдового міста (фільм)
Чарівник Смарагдового міста (рос. Волшебник Изумрудного города) — екранізація Павла Арсенова, що стала його останньою роботою і єдиним пострадянським фільмом, знятим за мотивами однойменної казки Олександра Волкова.

## Сюжет
Страшний ураган, який викликала зла відьмо Гінгема, забирає Еллі та її вірного друга Тотошку в Чарівну країну. Смілива дівчинка разом зі своїми друзями — собакою Тотошкою, опудалом Страшилом, Залізним Дроворубом і Боягузливим Левом вирушила в Смарагдове місто до чарівника Гудвіна просити його про виконання бажань. Тільки він зможе допомогти Еллі повернутися додому і виконати по одному бажанню кожного з друзів. Але спочатку вони повинні перемогти злу чаклунку…

## У ролях
- Катя Михайлівська — Еллі
- В'ячеслав Невинний — Опудало
- Євген Герасимов — Залізний Дроворуб
- В'ячеслав Невинний-молодший — Боягузливий Лев
- Віктор Павлов — Гудвін
- Валерій Носик — Людожер
- Наталія Варлей — Бастінда/Гінгема
- Ольга Кабо — мама Еллі/Стелла
- Сергій Варчук — вождь Летючих Мавп Уорра
- Володимир Антонік — Ураган
- Борис Щербаков — стражник Смарагдового Міста

## Знімальна група
- Сценарій: Вадим Коростильов
- Режисер: Павло Арсенов
- Оператор: Інна Зарафьян
- Композитор: Євген Крилатов
- Художники: Володимир Птіцин, Віктор Сафронов, Микола Ємельянов